# Марфа (Техас)
Марфа (англ. Marfa) — місто (англ. city) в США, в окрузі Пресидіо штату Техас. Населення — 1788 осіб (2020).

## Географія
Марфа розташована за координатами 30°18′39″ пн. ш. 104°1′32″ зх. д. / 30.31083° пн. ш. 104.02556° зх. д. (30.310726, -104.025433).  За даними Бюро перепису населення США в 2010 році місто мало площу 4,22 км², уся площа — суходіл.

### Клімат
Місто знаходиться у зоні, котра характеризується кліматом тропічних степів. Найтепліший місяць — липень із середньою температурою 23.8 °C (74.9 °F). Найхолодніший місяць — січень, із середньою температурою 6.1 °С (42.9 °F).
| Клімат Марфи            | Клімат Марфи | Клімат Марфи | Клімат Марфи | Клімат Марфи | Клімат Марфи | Клімат Марфи | Клімат Марфи | Клімат Марфи | Клімат Марфи | Клімат Марфи | Клімат Марфи | Клімат Марфи | Клімат Марфи |
| Показник                | Січ.         | Лют.         | Бер.         | Квіт.        | Трав.        | Черв.        | Лип.         | Серп.        | Вер.         | Жовт.        | Лист.        | Груд.        | Рік          |
| Абсолютний максимум, °C | 27,2         | 30           | 32,2         | 35,6         | 38,9         | 41,1         | 39,4         | 40           | 37,8         | 35           | 30           | 26,1         | 41,1         |
| Середній максимум, °C   | 15,7         | 17,7         | 21,8         | 26           | 29,9         | 32,9         | 32           | 30,8         | 28,7         | 25,2         | 19,8         | 16           | 24,7         |
| Середня температура, °C | 6,1          | 7,8          | 11,3         | 15,7         | 19,9         | 23,6         | 23,8         | 22,9         | 20,4         | 15,9         | 10,3         | 6,5          | 15,3         |
| Середній мінімум, °C    | −3,5         | −2,2         | 0,8          | 5,3          | 10,1         | 14,2         | 15,7         | 15,1         | 12,2         | 6,7          | 0,8          | −3           | 6            |
| Абсолютний мінімум, °C  | −18,9        | −17,8        | −14,4        | −8,3         | −2,8         | 3,9          | 11,7         | 10           | 2,2          | −8,9         | −18,3        | −16,7        | −18,9        |
| Норма опадів, мм        | 11           | 12           | 8            | 15           | 30           | 45           | 69           | 73           | 65           | 35           | 15           | 13           | 391          |
| Днів з опадами          | 3            | 3            | 2            | 3            | 5            | 7            | 9            | 10           | 8            | 5            | 3            | 3            | 61           |
| Днів зі снігом          | 0,4          | 0,3          | 0            | 0            | 0            | 0            | 0            | 0            | 0            | 0            | 0,2          | 0,4          | 1,3          |
| ----------------------- | ------------ | ------------ | ------------ | ------------ | ------------ | ------------ | ------------ | ------------ | ------------ | ------------ | ------------ | ------------ | ------------ |
| Джерело: Weatherbase    |              |              |              |              |              |              |              |              |              |              |              |              |              |

## Демографія
Згідно з переписом 2010 року, у місті мешкала 1981 особа в 864 домогосподарствах у складі 522 родин. Густота населення становила 469 осіб/км².  Було 1192 помешкання (282/км²).
Расовий склад населення:
| - 90,0 % — білих - 0,6 % — корінних американців - 0,6 % — чорних або афроамериканців - 0,1 % — азіатів - 6,9 % — осіб інших рас |

До двох чи більше рас належало 1,9 %. Частка іспаномовних становила 68,7 % від усіх жителів.
За віковим діапазоном населення розподілялося таким чином: 21,4 % — особи молодші 18 років, 56,5 % — особи у віці 18—64 років, 22,1 % — особи у віці 65 років та старші. Медіана віку мешканця становила 44,3 року. На 100 осіб жіночої статі у місті припадало 94,6 чоловіків;  на 100 жінок у віці від 18 років та старших — 92,0 чоловіків також старших 18 років.
Середній дохід на одне домашнє господарство  становив 57 424 долари США (медіана — 44 583), а середній дохід на одну сім'ю — 64 895 доларів (медіана — 53 309). Медіана доходів становила 40 345 доларів для чоловіків та 29 402 долари для жінок. За межею бідності перебувало 13,8 % осіб, у тому числі 24,6 % дітей у віці до 18 років та 6,9 % осіб у віці 65 років та старших.
Цивільне працевлаштоване населення становило 708 осіб. Основні галузі зайнятості: мистецтво, розваги та відпочинок — 24,4 %, освіта, охорона здоров'я та соціальна допомога — 16,8 %, публічна адміністрація — 14,1 %.